# Alderwood Manor
Alderwood Manor je obec v okrese Snohomish v americkém státě Washington. V roce 2010 zde žilo 8 442 obyvatel. Před rokem 2000 byla obec částí CDP Alderwood Manor-Bothell North, nyní je částí městské oblasti Lynnwood, takže používá stejné poštovní směrovací číslo jako Lynnwood.

## Geografie
Obec má rozlohu 12,4 km².

## Historie
Alderwood Manor byla původně obec, kam spadala i města Lynnwood, Brier a Mountlake Terrace, jednalo se o farmářskou obec, kde většina obyvatelstva chovala drůbež. S Everettem a Seattlem byla spojena meziměstskou tramvají, ale od starých dob většina značek označujících město zmizela. V roce 2004 byl však otevřen park dědictví v Lynnwoodu, který obsahoval také Wickersovu budovu, která sloužila jako hlavní obchod obce a později jako pošta. V parku se nachází také jedna z tramvají, které jezdily mezi Seattlem a Everettem.
V roce 1979 byla otevřena největší atrakce Lynnwoodu, obchodní centrum Alderwood Mall.
Jediné staré budovy, které zůstávají na svém původním místě, jsou zednářská svatyně, která nyní slouží jako korejský kostel, a obchod s nářadím, který byl kdysi školou. Obě budovy jsou viditelné z rušné Washington State Route 524. Dále zůstává několik soukromých domů, otevřená je také původní pošta, která však byla přemístěna. Nyní se nachází v bývalém centru obce, které leží nedaleko lynnwoodského kongresového centra, v Lynnwoodu.

## Demografie
V roce 2010 zde žilo 8 442 obyvatel, z nichž 69 % byli běloši, 18 % Asiaté a 4 % Afroameričané. 7 % obyvatelstva bylo hispánského původu.